# Lison (wijn)
Lison is een Italiaanse witte wijn uit Friuli. Lison ontving in 2011 de DOCG-status. De wijn wordt gemaakt van minimaal 85 % Friulano druiven (vroeger tai of tocai friulano genoemd), en maximaal 15 % vergelijkbare witte druiven die zijn verbouwd in de provincies Venetië, Treviso of Pordenone.

## Productiegebieden
De wijn wordt geproduceerd in:
- provincie Venetië in de gemeenten: Annone Veneto, Cinto Caomaggiore, Gruaro, Fossalta di Portogruaro, Pramaggiore, Teglio Veneto en delen van het grondgebied van Caorle, Concordia Sagittaria, Portogruaro, San Michele al Tagliamento en Santo Stino di Livenza.
- provincie Treviso in de gemeenten: Meduna di Livenza en deel van het grondgebied van Motta di Livenza.
- provincie Pordenone in de gemeenten: Chions, Cordovado, Pravisdomini en delen van het grondgebied van Azzano Decimo, Morsano al Tagliamento en Sesto al Reghena.

## Productie-eisen
Bij nieuwe aanplant en bij herbeplanting geldt een minimumaantal wijnstokken van 3000 per hectare. In noodgevallen is irrigatie toegestaan.  Het maximale rendement mag 11 ton per hectare bedragen. Het natuurlijke alcoholvolumegehalte moet minimaal 11% vol.% zijn.